# كرة التناسق

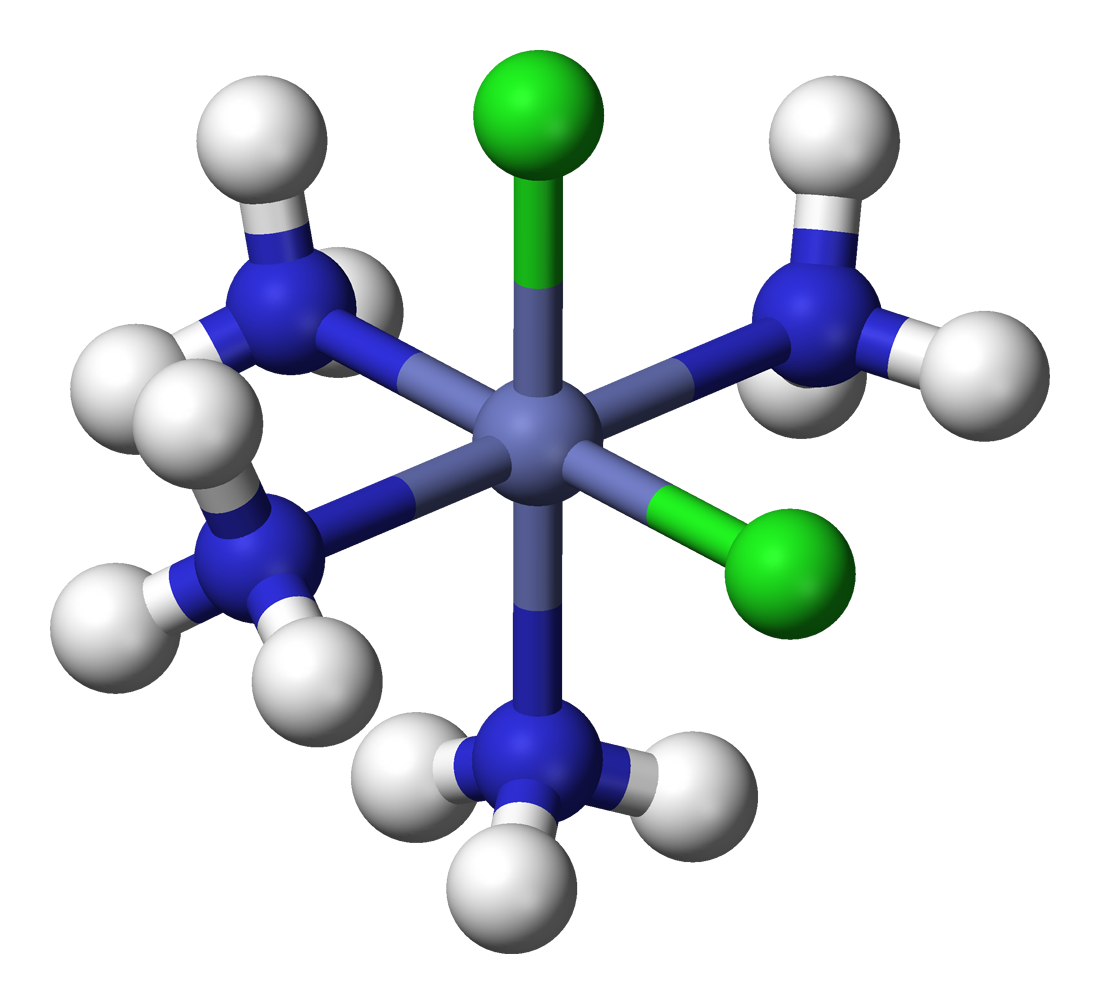
معقد ^{+}[CoCl_{2}(NH_{3})_{4}]، حيث تترتب ربيطات الأمين والكلوريد مشكلة كرة تناسق حول ذرة الكوبالت المركزية.

كرة التناسق (ملاحظة 1) في كيمياء المعقدات التناسقية تشير إلى مصطلح يستخدم للإشارة إلى تجمع الربيطات حول ذرة الفلز المركزية.
يمكن التمييز بين كرة التناسق الداخلية وبين كرة التناسق الخارجية؛ إذ ترتبط الربيطات في كرة التناسق الداخلية بشكل مباشر مع ذرة الفلز المركزية وهي تؤثر على الخواص الكيميائية للمعقد، في حين أن كرة التناسق الخارجية تشمل أيونات المذيب، وهي تلعب دوراً في تحديد آلية استبدال الربيطات وفي التحفيز.